# Е̄
Е̄ (minúscula е̄; cursiva: Е̄ е̄) es una letra del alfabeto cirílico. En todas sus formas se ve exactamente idéntica a la letra latina E con macron (Ē ē Ē ē).
Е̄ es utilizada en los idiomas aleut (más precisamente, en el dialecto bering), evenki, mansi, nanai, negidal, orok, sami kildin, selkup y checheno.
También puede aparecer en algunos dialectos de varias de las lenguas eslavas meridionales.

## Códigos de computación
Siendo una letra relativamente reciente, no está presente en ninguna codificación cirílica legada de los 8-bits, la letra Е̄ tampoco es representada directamente por un carácter precompuesto en Unicode;  tiene que ser compuesto como Е+◌̄ (U+0304).
| Carácter      | Е                          | Е                          | е                        | е                        | ̄                 | ̄                 |
| ------------- | -------------------------- | -------------------------- | ------------------------ | ------------------------ | ---------------- | ---------------- |
| Unicode       | CYRILLIC CAPITAL LETTER IE | CYRILLIC CAPITAL LETTER IE | CYRILLIC SMALL LETTER IE | CYRILLIC SMALL LETTER IE | COMBINING MACRON | COMBINING MACRON |
| Codificación  | decimal                    | hex                        | decimal                  | hex                      | decimal          | hex              |
| Unicode       | 1045                       | U+0415                     | 1077                     | U+0435                   | 772              | U+0304           |
| UTF-8         | 208 149                    | D0 95                      | 208 181                  | D0 B5                    | 204 132          | CC 84            |
| Ref. numérica | &#1045;                    | &#x415;                    | &#1077;                  | &#x435;                  | &#772;           | &#x304;          |

## Uso

### Lenguas eslavas meridionales
Es utilizado en algunas lenguas eslavas meridionales, principalmente en el idioma búlgaro normalmente antes de o después de otra vocal acentuada de modo que se saltan las sílabas largas y el acento recae en la vocal corta: дѐве̄р, грѐбе̄н, рѐпе̄й, y пѐпе̄л. También es utilizada en algunos textos serbios en algunas palabras: дêве̄р.